# Пыль будет моей судьбой
«Пыль будет моей судьбой» (англ. Dust Be My Destiny) — американская криминальная драма режиссёра Льюиса Сейлера, которая вышла на экраны в 1939 году.
Фильм рассказывает о Джо Белле (Джон Гарфилд), которого по приговору суда направляют на принудительные работы на ферме. Когда на него падает подозрение в убийстве надсмотрщика, которого он не совершал, Джо вместе с возлюбленной Мейбел Олден (Присцилла Лейн) пускается в бега. После многомесячных мытарств Мейбел решает сдаться полиции. На последующем суде она настолько эмоционально защищает возлюбленного, что присяжные снимают с Джо обвинение в убийстве, и он выходит на свободу.
Как после выхода на экраны, так и сегодня критики оценивают картину как рутинную криминальную мелодраму, которые в 1930-е годы студия Warner Bros поставила на поток. Вместе с тем её отличает высокий уровень постановки, а также отличная актёрская игра исполнителей как главных, так и второстепенных ролей.

## Сюжет
После шестнадцати месяцев, проведённых в тюрьме, озлобленного Джо Белла (Джон Гарфилд) выпускают на свободу, когда выясняется, что преступление, в котором его обвинили, совершил другой человек. На железнодорожной станции Джо знакомится с двумя парнями — братьями Гленн — которые, как и он, собираются ехать в пустом товарном вагоне проходящего поезда. На очередной станции в их вагон забираются двое вооружённых бандитов, которые только что совершили ограбление с убийством. Когда один из бандитов угрожает братьям, Джо вступается за них, и в итоге завязывается драка, которую слышит железнодорожная охрана. Всех пятерых задерживают, однако несмотря на ложные заявления преступников о причастности Джо к ограблению, благодаря свидетельству дорожного рабочего с Джо и братьев Гленн снимают обвинение в ограблении, передавая их дело местному судье. По закону штата за бродяжничество братьев Гленн приговаривают к 30, а Джо к 90 дням общественных работ на ферме. Главный надзиратель на ферме, грубый и постоянно пьяный Чарли Гаррет (Стэнли Риджес) сразу невзлюбил Джо за дерзость в общении, отправив его на дойку коров. Неумелые попытки неопытного Джо подоить корову забавляют Мейбел Олден (Присцилла Лейн), молодую падчерицу Чарли, которая вместе с отчимом живёт на ферме. Вскоре Чарли переводит Джо на каменоломню, обещая ему дальнейшее ужесточение в случае, если тот попытается ухаживать за Мейбел. Джо хочет бежать, однако Хэнк Гленн (Билли Хэлоп), старший из двух братьев, отговаривает его. Чувствуя, что отчим намерен извести Джо, Мейбел направляется к начальнику исправительного заведения с просьбой облегчить для Джо режим содержания. Зная о невыносимом характере Чарли и его алкоголизме, начальник прислушивается к словам Мейбел и переводит Джо на работу водителем грузовика. Во время совместной поездки в город Джо благодарит Мейбел за помощь, и вскоре между ними устанавливаются близкие отношения. За 22 дня до освобождения Джо проводит вечер с Мейбел в одном из сараев, говоря ей, что не хотел бы уезжать с фермы. Они объясняются друг другу в любви и целуются. Их замечает Чарли, который набрасывается на Джо. Джо в ответ бьёт его, отбрасывая к стене, после чего убегает вместе с Мейбел. Чарли пытается преследовать их, однако хватается за сердце и падает. Джо и Мейбел убегают с фермы и пересекают границу штата, рассчитывая, что там их никто преследовать не будет. Чувствуя себя свободными и счастливыми, они решают пожениться. Утром, пока они ожидают открытия мэрии, чтобы оформить брак, их встречает местный импресарио, который уговаривает их принять участие в публичной церемонии оформления брака на театральной сцене, предлагая за это небольшую плату. Священник на сцене в присутствии зрителей объявляет их мужем и женой, после чего их фотографируют местные репортёры. На заработанные деньги Джо и Мейбел снимают комнату в местной гостинице, где по радио слышат сообщение о смерти Чарли и о том, что в этой связи объявлены в розыск сбежавшие Джо и Мейбел. Несмотря на предложение Мейбел немедленно пойти в полицию в расчёте на справедливое разбирательство дела, Джо, который не верит в честность органов правопорядка, решает бежать. Вопреки собственному желанию Мейбел сопровождает мужа, и они, пересекая несколько штатов, двигаются на север Среднего Запада. Из-за крайней усталости и отсутствия денег между парой начинаются раздоры, которые приводят к открытому конфликту. Однако он успешно разрешается, когда они понимают, что не могут жить друг без друга. Пара заходит позавтракать в одно из небольших кафе. Ввиду отсутствия денег они упрашивают владельца кафе Ника Спелуччи (Генри Арметта) дать им возможность отработать долг. Впечатлённый тем, как умело и честно работает пара, Ник соглашается взять обоих на постоянную работу, предоставляя им отдельную комнату и питание. Вскоре одинокий Ник догадывается, что Мейбел беременна, и это ещё больше по-человечески сближает его парой. Вскоре в кафе Ника заходят двое полицейских, которые предъявляют ему фото Джо и Мейбел, которых обвиняют в убийстве, и требуют сказать, где находится проживающая у него пара. Ник заявляет, что они давно уехали, однако полицейские поднимаются в их комнату, арестовывая Мейбел. Затем они замечают в окно идущего к дому Джо, сразу открывая по нему огонь, но тому удаётся скрыться. Ночью Джо с помощью Ника совершает вооружённое нападение на здание городской тюрьмы, освобождая Мейбел, и пара в пустом вагоне товарного поезда уезжает в другой город. Добравшись до большого города, они снимают комнату. Джо, купив фотокамеру, ходит по редакциям газет, рассчитывая получить работу фотокорреспондента, однако всюду получает отказ. Пара продолжает жить впроголодь, и когда Мейбел проговаривается про ребёнка, Джо категорически выступает против детей, пока они в бегах. Мейбел в очередной раз предлагает сдаться властям, однако Джо видит другой выход. Он берёт револьвер и вопреки протестам Мейбел уходит на ограбление. Однако, зайдя в лавку, которой управляет пожилая добрая старушка, он не в состоянии совершить преступление, и возвращается домой ни с чем к радости Мейбел, которая говорит, что останется с ним навсегда, пока он будет честным. На следующий день Джо приходит в ломбард, чтобы сдать свою фотокамеру. В тот момент, когда он делает на память фотографию владельца ломбарда, на другой стороне улицы совершается банковское ограбление. Джо успевает сделать несколько снимков с лицами грабителей, а также сфотографировать их автомобиль. Свои снимки он приносит в газету «Дейли Джорнал», редактор которой Майкл Леонард (Алан Хейл), сразу покупает их, публикуя на первой полосе. Фотографии мгновенно вызывают огромный интерес по всей стране, и Майк предлагает Джо процент от их реализации, а также постоянный контракт с его газетой. После того, как начинают поступать просьбы опубликовать фотографию и самого Джо, тот сознаётся Майку, что находится в бегах в связи с убийством, которого не совершал. Тогда Майк объявляет, что фотографии сделал он сам, после чего решает нанести визит Джо и его жене. У себя дома пара рассказывает редактору всю свою историю, в которую, как они полагают, власти не поверят. Когда банковских грабителей вскоре задерживают, Майка приглашают на их опознание. В тот момент, когда он садится в автомобиль, к нему подходят двое гангстеров, предлагая взятку в 15 тысяч долларов за то, чтобы он «не узнал» грабителей и отдал им негативы. После отказа Майка бандиты, угрожая оружием, пересаживают его в свою машину, и собираются уезжать. Эту сцену наблюдает в окно Джо, который немедленно выбегает на улицу, и успевает схватиться за руль отъезжающего автомобиля. Набрав ход, машина начинает вилять на улице и в итоге врезается в стену дома. Джо отделывается переломом руки, и при выходе из больницы репортёры встречают его как героя. Заметив в их руках фотокамеры, Джо прячется, опасаясь попасть в газеты. Он снова собирается податься в бега, однако Мейбел заявляет на него полицейским. Джо немедленно задерживают. В суде прокурор (Джон Лител) умело переиначивает показания свидетелей, выступающих в защиту Джо, в итоге требуя для него смертной казни через повешение. Адвокат Слим Джонс (Морони Олсен) в свою очередь заявляет, что процесс проходит в обвинительном ключе, потому что перед судом предстал человек, которому общество отказывает в своей защите даже несмотря на то, что он не виновен, а просто потому, что он никто для общества. Затем адвокат вызывает для дачи показаний Мейбел, которая своей искренней эмоциональной речью склоняет присяжных в пользу Джо, и они выносят вердикт «невиновен». После завершения суда Джо и Мейбел уезжают на поезде, собираясь начать новую жизнь.

## В ролях
- Джон Гарфилд — Джо Белл
- Присцилла Лейн — Мейбел Олден
- Алан Хейл-старший — Майкл Леонард
- Фрэнк Макхью — Кэратерс
- Билли Хэлоп — Хэнк Гленн
- Бобби Джордан — Джимми Гленн
- Чарли Грейпвин — Поп
- Генри Арметта — Ник Спелуччи
- Стэнли Риджес — Чарльз Гаррет
- Джон Лител — прокурор
- Морони Олсен — Слим Джонс, защитник
- Виктор Килиан — Док Сондерс

В титрах не указаны
- Дик Уэссел — покупатель
- Гленн Ланган — секретарь начальника тюрьмы[2]
- Гертруда Астор — дама
- Чарльз Хэлтон — владелец ломбарда
- Марис Риксон — телефонистка
- Якима Канутт — человек «Скорой помощи»[3]

## История создания фильма
Как отмечает историк кино Пол Татара, «Джон Гарфилд был актёром большого ума и страсти, а уличные крутые парни, которых он неминуемо стал играть, всегда выглядели каким-то невыразимым образом ранимыми. Казалось, что персонажи Гарфилда всегда находятся на грани взрыва от давления на них. По своей сущности он был воплощением оголённого провода». Однако, оказавшись в Голливуде, Гарфилд стал раз за разом получать роли заключённых в однообразных фильмах. По словам Татары, «не удивительно, что после нескольких картин Warner Bros Гарфилд заскучал». Как далее пишет киновед, «хорошо известно, что студия любила отправлять в долгий ящик своих самых сильных актёров, затем выводить их на площадку, чтобы они проштамповали своё участие в очередной халтурной жанровой ленте. Студия проделывала это и с Богартом, и с Кэгни, и пыталась делать это и с Гарфилдом. Но именно Гарфилд почти с самого начала упрямо отказывался играть по голливудским правилам». По отметил Татара, сегодня этот фильм, «вероятно, помнят более всего за то, что он вызвал протест со стороны Гарфилда против сборочного конвейера Warner Bros, даже несмотря на то, что его отстранение руководством студии стоило актёру существенных денег». Однако Гарфилд «наслаждался игрой в теннис в то время, как сценаристы студии сочиняли для него роль, где даже частично, действие не проходило бы в исправительном учреждении. Это будет первым из нескольких отстранений, с которыми Гарфилд столкнётся на протяжении своей сравнительно короткой карьеры». Как далее пишет Татара, «в конце жизни Гарфилд был на грани того, чтобы уступить давлению, избежав таким образом окончательного отстранения от работы. Как и многие голливудские актёры того времени, в политическом плане он тяготел к левым и даже имел связи с какими-то коммунистическими организациями. Поначалу на слушаниях в Комиссии по расследованию антиамериканской деятельности Гарфилд ходил вокруг да около поставленных вопросов и продемонстрировал избирательную память о своём прошлом, очевидно рассчитывая таким образом продолжить свою карьеру, не назвав имён охотникам на ведьм». Когда же Комиссия дала понять, что может поместить Гарфилда в тюрьму за дачу ложных показаний, даже если он официально никогда и не был членом коммунистической партии, «казалось, что актёр ради собственного спасения был уже готов перейти к правым. Однако, подлинные намерения Гарфилда узнать так и не удалось, так как он неожиданно умер от сердечного приступа в квартире своего друга в возрасте 39 лет».
По информации Американского института киноискусства, изначально картина заканчивалась убийством Джо и Мейбел. Однако коммерческий провал фильма «Жизнь даётся один раз» (1937), который имел трагический финал, убедил Warner Bros дать этому фильму счастливый конец. Сценарист Роберт Россен отказался писать такой финал, и тогда на его место был приглашён Сетон Миллер.
В 1942 году студия Warners произвела фильм «Меня подставили», в основу которого также был положен роман Джерома Одлама «Пыль будет моей судьбой».

## Оценка фильма критикой
После выхода картины кинообозреватель Фрэнк С. Ньюджент посетовал в «Нью-Йорк Таймс», что эта картина, показывает, что студия Warner Bros со своими криминальными мелодрамами уже давно ходит по кругу. Он пишет: «Джон Гарфилд, который на Warners уже испробовал немало горечи и желчи, на этот раз выпивает ещё одно горькое зелье в этой новейшей ленте из, видимо, бесконечной серии мелодрам о преследуемых судьбой парнях, которые оказались не на той стороне пути». По словам критика, «с учётом имеющейся у студии практики совсем не удивительно, что картина выстроена без единой запинки — она не пропускает ни единого драматического момента, делает нужные паузы для смеха и идеально просчитывает момент экшна, но полная тщетность всего этого доходит здесь до крайнего предела». Как отмечает Ньюджент, студия способна сделать ещё немало таких фильмов, однако «мы устали от этой формулы. Предсказывать сценарий уже даже не смешно. В тот момент, когда мы встречаем Джо Белла на арендованной машине в поисках работы, мы знаем, что его направят в тюремный лагерь. Когда мы видим главаря тюремных надсмотрщиков, мы знаем, что Джо обвинят в его убийстве. Когда Джо и Мейбел женятся на театральной сцене, мы знаем, что кто-то сделает фото, которое заставит их бегать от закона». А в финале мы знаем, что случится, «после слезоточивого обращения защитника к присяжным со словами — „если вы обвините этого мальчика, вы обвините тысячи таких, как он, не преступников, не убийц, просто не нашедших себя людей, которые ищут своё место в жизни“». По мнению Ньюджента, студии пора остановиться в производстве таких однотипных фильмов, однако, «как мы слышали, конца ещё не видно. В следующей картине у мистера Гарфилда будет время снова пережить всё то же самое. Это записано в его контракте». Вместе с тем Ньюджент отмечает «достаточно хорошую игру Гарфилда, Лейн, Риджеса в роли надсмотрщика, Генри Арметты в роли владельца кафе, Алана Хейла в роли редактора газеты и большинства остальных актёров». При этом критик обращает внимание, на то, что Гарфилд «даже свой цинизм здесь подаёт цинично», а также на «утомлённость мисс Лейн, которая вынуждена спасать Гарфилда снова и снова».
Современные киноведы также сдержанно оценили картину. В частности, Пол Татара назвал его «стандартным фильмом категории В студии Warner Bros, который стал первой из нескольких „последних соломинок“ для Гарфилда, который покинул нью-йоркскую сцену в поисках интересных больших экранных ролей, а вместо этого его снимали с одной картине за другой в роли заключённого». Деннис Шварц также охарактеризовал картину как «стандартный недорогой фильм студии Warner Bros на тему социальной справедливости, точно и расчётливо поставленный Льюисом Сейлером по роману Джерома Одлама и сценарию Роберта Россена». По мнению критика, «из-за банального сюжета эта рутинная картина вряд ли представит интерес». Однако фильм «сильно выигрывает от звёздной мощи Джона Гарфилда, который играет идеальную для себя роль отторгнутого обществом, самоуверенного бродяги». Как отмечает критик, наблюдение за «захватывающим Гарфилдом в образе пылкого невинного человека, который оказавшись в трудном положении, начинает действовать, перевешивает зевоту по поводу морализаторства фильма о том, что жизнь в бегах — это вообще не жизнь, и что лучше всего верить в систему правосудия, которая в конце концов сработает даже в интересах самого низкого по положению члена общества». Крейг Батлер также посчитал, что «это довольно рутинная мелодрама, тот тип фильма, который Warner Bros начали производить на регулярной основе, эксплуатируя образ „крутого, но нежного парня“ в исполнении Джона Гарфилда. Однако Гарфилд уже устал от всего этого, что вскоре привело к трениям с руководством студии и отстранениям от работы». Однако, судя по этому фильму, «совершенно не заметно, чтобы актёр был им не удовлетворён. Напряжённый, готовый к прыжку и задиристый, Гарфилд вдыхает жизнь в свой клишированный персонаж». Создавая образ побитого жизнью человека, который всё ещё верит, что у него есть будущее, «Гарфилд вызывает к себе сочувствие и желание поверить в его героя с первого момента, когда он появляется на экране». Как далее отмечает Батлер, "Присцилла Лейн не может произвести такие же чудеса со своей ролью, но она выглядит очень мило, и она определённо хорошо сработалась с Гарфилдом. Также большим достоинством фильма являются актёры второго плана, среди них Алан Хейл и Чарли Грейпвин, а также Морони Олсен, который с драматической искренностью справляется со сценами в суде. Подводя итог, Батлер, пишет, что хотя картина и «не представляет собой ничего особенного, но актёры и „хороший“ конец повысят его оценку у большинства зрителей».